# Imposto de palhota
Com o objectivo de alcançar a ocupação efectiva e o desenvolvimento económico das suas colónias africanas, Portugal concessionou partes desses territórios. Numa primeira fase foram criadas Companhias Majestáticas em Moçambique. Para que estas companhias pudessem cobrar receitas que posteriormente passariam para o estado, for necessário enquadrar essa arrecadação legislativamente; assim, pelo decreto de 31 de Maio de 1887, o Ministro da Marinha e Ultramar Barros Gomes autoriza a criação de um imposto por habitação.
O Imposto de Palhota, que era pago em géneros ou espécie, tornou-se na prática numa forma encapotada de trabalho forçado. Os indígenas para pagarem tinha de ter dinheiro ou prestar serviço às companhias até atingirem o montante de imposto a pagar.
Uma vez que a maioria da população não vivia numa economia monetária, era-lhes praticamente impossível ter os montantes necessários para o pagamento do imposto. A solução apresentada era o trabalho por salários baixos ou o cultivo de produtos que tivessem interesse comercial para as companhias.
Mais tarde, já no século XX, a noção que através do trabalho assalariado, nos moldes europeus, o indígena iniciaria a sua "assimilação" é uma das ideias por detrás do estatuto do indígena. Esta situação manteria-se sem alterações de monta até à sua abolição em 1961.